# Einfluss der Māori-Sprache auf das neuseeländische Englisch

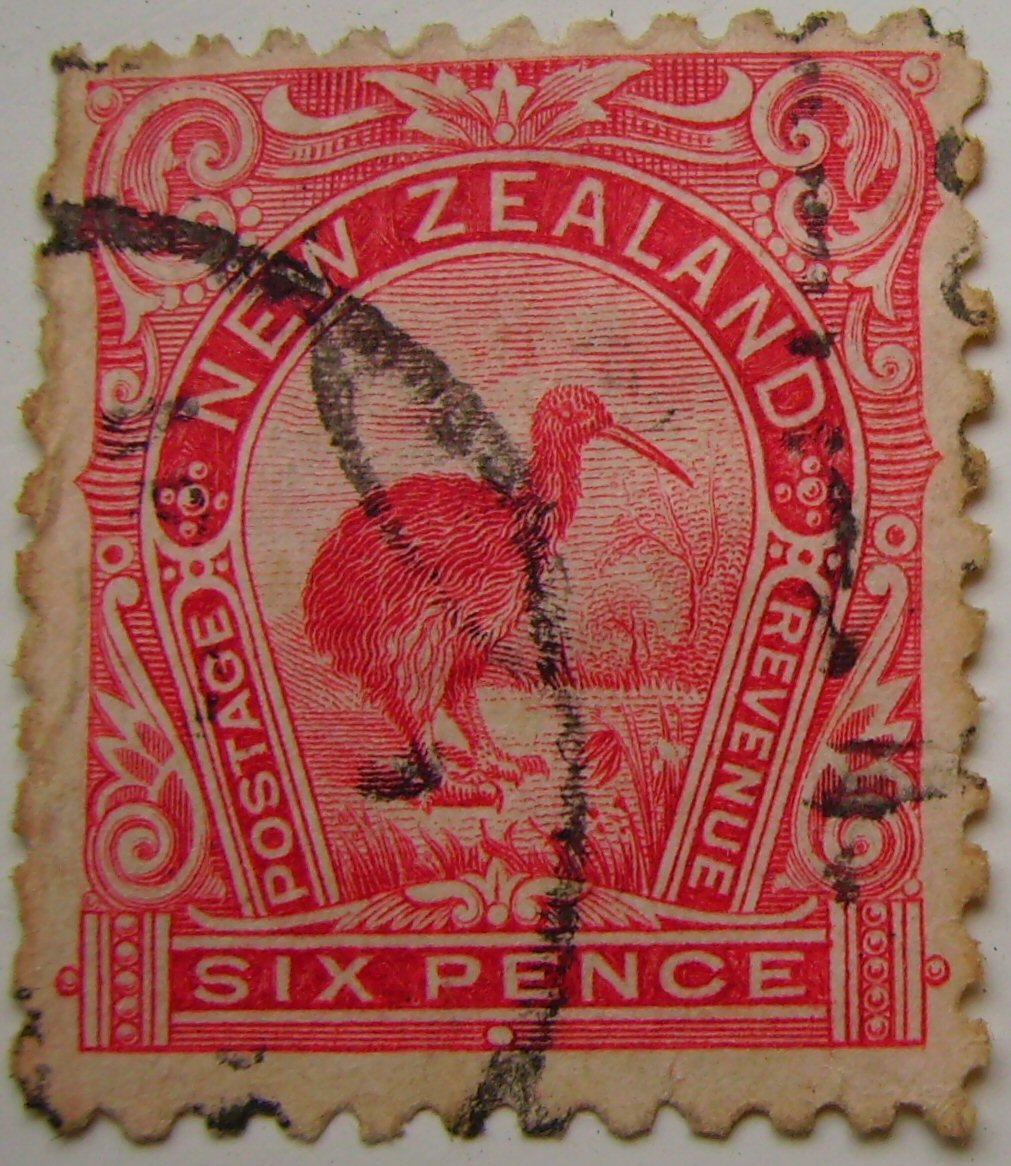
Ein Kiwi auf einer neuseeländischen Briefmarke von 1898. Der Vogel, der ein nationales Symbol Neuseelands ist, hat seinen Namen aus der Māori-Sprache.

Während des 19. Jahrhunderts gewann das neuseeländische Englisch viele Lehnwörter aus der Māori-Sprache hinzu. Die Verwendung von Māoriwörtern im neuseeländischen Englisch nimmt seit den 1990er Jahren zu, und englischsprachige Veröffentlichungen verwenden zunehmend Makrons, um lange Vokale anzuzeigen. Māoriwörter werden im neuseeländischen Englisch normalerweise nicht kursiv geschrieben, und die meisten Veröffentlichungen folgen der Māori-Sprachkonvention des entsprechenden Wortes für Singular und Plural (z. B. ein kākāpō, drei kākāpō).

## Pflanzen und Tiere
Einheimischen Pflanzen und Tieren behalten in großer Zahl ihre Māorinamen auch im neuseeländischen Englisch bei. Beispiele dafür sind:
- Vögel: kākāpō, kea, kererū, kiwi, kōkako, moa, pūkeko, takahē, tūī, weka
- Pflanzen: kahikatea, kānuka, kauri, kūmara, mānuka, mataī, pōhutukawa, toetoe, tōtara, tutu
- Fische: tarakihi, hāpuku
- Invertebraten: huhu, katipō, wētā

## Andere Begriffe
„Kia ora“ (wörtlich „sei gesund“) ist ein Māorigruß, der „hallo“ oder „willkommen“ bedeutet. Es kann auch „danke“ bedeuten oder Zustimmung zu einem Redner bei einer Besprechung ausdrücken. Die Māori-Begrüßungen „tēnā koe“ (an eine Person), „tēnā kōrua“ (an zwei Personen) oder „tēnā koutou“ (an drei oder mehr Personen) sind ebenfalls weit verbreitet, ebenso wie Abschiedsworte wie beispielsweise „haere rā“.
Die Māori-Phrase „kia kaha“, „sei stark“, wird häufig als Ausdruck moralischer Unterstützung für jemanden verwendet, der eine stressige Unternehmung beginnt oder sich anderweitig in einer schwierigen Situation befindet. Obwohl sie schon zuvor häufig verwendet wurde, wurde sie nach dem Erdbeben in Canterbury im Jahr 2010 zu einem ikonischen Ausdruck der Unterstützung.
Auch haben sich einige Hybridbildungen, teilweise englisch und teilweise Māori, entwickelt, wobei das wohl häufigste „half-pai“ ist – oft als „half-pie“ geschrieben – was unvollständige oder minderwertige Qualität bedeutet, wobei „pai“ das Māori-Wort für „gut“ ist. (Die Mischform „half-pied“ wird ebenfalls verwendet und leitet sich von „half-baked“ ab.) Ebenso wird gelegentlich das Māori-Wortendung „-tanga“, die eine ähnliche Bedeutung wie die deutsche Endung „-heit“ hat, in Begriffen wie „kiwitanga“ verwendet (das heißt, der Zustand, ein Neuseeländer zu sein).
Mehrere Māoriwörter werden im Englischen als locker oder sogar umgangssprachlich verwendet, als spielerische Äquivalente zu ihren häufigeren englischen Gegenstücken. Der Begriff puku für Bauch wird beispielsweise wahrscheinlicher in einem freundlichen Gespräch verwendet als in formelleren Situationen, wobei eine seiner Verwendungen ein Euphemismus für einen dicken Bauch ist.
Einige englische Wörter, die eng mit Neuseeland verbunden sind, stammen oft aus dem Māori, wie haka, Pākehā, Aotearoa, kiwi, und das Wort Māori selbst.